# 一纲四目
一纲四目，是1963年中华人民共和国国务院总理周恩来归纳的中国共产党对台政策。

## 緣起
1958年8月，金门炮战爆发。10月6日，中国共产党主席毛泽东宣布“从10月6日起，暂以七天为期，停止炮击……但以没有美国人护航为条件。”10月13日，《人民日报》公开刊登中华人民共和国国防部部长彭德怀命令福建部队暂停炮击金门两个星期的命令。同一日，毛澤東会见在香港定居的新加坡《南洋商報》撰稿人曹聚仁，周恩来、章士釗等人陪同:373—374。
双方談話中，毛澤東说：「只要蔣氏父子能抵制美國，我們可以同他合作。我們贊成蔣介石保住金、馬的方針，如蔣撤退金、馬，大勢已去，人心動搖，很可能垮。只要不同美國搞在一起，台、澎、金、馬都可由蔣管，可管多少年，但要讓通航，不要來大陸搞特務活動。台、澎、金、馬要整個回來……我們的方針是孤立美國。他只有走路一條，不走只有被動。要告訴台灣，我們在華沙根本不談台灣問題，只談要美國人走路。蔣不要怕我們同美國人一起整他。……他們同美國的連理枝解散，同大陸連起來，枝連起來，根還是你的，可以活下去，可以搞你的一套。」章士釗说：“这样，美援会断绝”。毛泽东说：「我們全部供應。他的軍隊可以保存，我不壓迫他裁兵，不要他簡政，讓他搞三民主義，反共在他那裏反，但不要派飛機、派特務來搗亂。他不來白色特務，我也不去紅色特務。」:406-407曹聚仁问：“台湾有人问生活方式怎样？”毛澤東说：「照他們自己的生活方式。」:374
毛澤東此次談話，是對和平解決台灣問題基本方針之重要補充，後來被周恩來概括成為「一綱四目」，於1963年1月4日通過張治中致陳誠之信轉達給台灣，「一綱」是：「只要台灣歸回祖國，其他一切問題悉尊重總裁（蔣中正）與兄意見妥善處理」；「四目」包括：「台灣歸回祖國後，除外交必須統一於中央外，所有軍政大權人事安排等悉由總裁與兄全權處理；所有軍政及建設費用，不足之數，悉由中央撥付；台灣之社會改革，可以從緩，必俟條件成熟，並尊重總裁與兄意見協商決定，然後進行；雙方互約不派人進行破壞對方團結之事」:407:374—375。

## 一纲
- 台湾必须统一于中国。

## 四目
- 台湾统一于祖国后，除外交上必须统一于中央外，台湾之军政大权、人事安排等悉委于蒋介石。
- 台湾所有军政及经济建设一切费用不足之数，悉由中央政府拨付。
- 台湾的社会改革可以从缓，必俟条件成熟，并尊重蒋之意见，协商决定后进行。
- 双方互不派特务，不做破坏对方团结之举，毛泽东一再表示，台湾当局只要一天守住台湾，不使台湾从中国分裂出去，大陆就不改变目前的对台政策。